# Erythrus congruus
Erythrus congruus är en skalbaggsart som beskrevs av Francis Polkinghorne Pascoe 1863. Erythrus congruus ingår i släktet Erythrus och familjen långhorningar.
Artens utbredningsområde är Taiwan. Inga underarter finns listade i Catalogue of Life.